# Mister Gang
Mister Gang ist eine französische Reggae Gruppe, die 1989 gegründet wurde und aus 9 Mitgliedern besteht. Sie spielen vor allem Roots-Reggae, Ragga und Dancehall. Sie haben sowohl Texte in französischer als auch in portugiesischer Sprache.  Zu den bekanntesten Songs gehören „Liberté Illégale“, „Pli Fó“ und „Tout le monde est là“.

## Mitglieder
- Capt’n – Keyboard
- Loscar – Gesang
- Timike – Gesang, Gitarre
- Feal cool Jazz - Saxophon
- Marcus – Gitarre
- Gag – Schlagzeug
- Mols – Trompete
- Toko – Bass
- BLZ - Posaune

## Diskografie

### Alben
- 1994: Mister Gang
- 1999: Liberté Illégale
- 2001: Paris Lisbonne Pointe-à-Pitre
- 2003: Mister Gang Live in Kanaky

### Singles
- 1995: Réagis
- 1999: Tout le monde est là
- 2000: Liberté Illégale - version double zéro